# 奥村優希 (アイドル)
奥村 優希（おくむら ゆうき、1995年10月6日 - ）は、日本のアイドル、女優。2018年10月、女性アイドルグループ 「ラストアイドル」に2期生アンダーとして加入。8th、9thシングルでは表題曲選抜メンバー。10thシングルカップリング曲メンバーを選ぶファン投票で32名中第1位を獲得。2022年5月のラストアイドル活動終了後、2022年8月より×純文学少女歌劇団のメンバー「胡桃沢セイラ」として歌劇団の舞台およびライブ活動を始めた他、女優としても活動。2024年12月31日、芸能活動を終了した。

## 来歴

### ラストアイドル加入まで
1995年10月6日、新潟県に生まれる。地元高校ではバスケットボール部に所属、卒業後は新潟市内の百貨店に入社、販売員として勤務していた。勤務中に、地元新潟を本拠にするNGT48のメンバーを接客する機会を持ち、次第にアイドルになりたいという願望が芽生えたという。
2018年2月、NGT48の2期生オーディションに応募するも落選という結果になった。その後、かねてより興味を持っていた、テレビ朝日のオーディション番組「ラストアイドル」の2期生挑戦者オーディションに応募。書類選考を通過し上京、挑戦者オーディションに合格した。
7月に、番組「ラストアイドル」における2期生暫定メンバー強化合宿が行われ、挑戦者としてレッスンとバトル（オーディション）収録に参加した。バトルの模様は、第3シーズン第15回として8月19日に放送され、奥村はNGT48「Maxとき315号」を歌唱、暫定メンバー・佐々木一心（立ち位置5番）に挑戦するも、マーティ・フリードマンのジャッジにより敗退した。その後、暫定メンバー・上水口姫香（立ち位置9番）の辞退に伴う敗者復活戦にも挑戦したが、再度敗退している。
奥村は、敗退メンバーながらラストアイドル3rdシングル「好きで好きでしょうがない」個別握手会（9月17日、パシフィコ横浜）に参加、その後、10月7日放送回のエンディングにて、第3シーズン敗退メンバーから2期生アンダーを編成することが発表され、アンダー18名のうちの一人となることが明らかになった。
12月5日、5thシングル「愛しか武器がない」のカップリング曲「サブリミナル作戦」（ラストアイドル2期生アンダー名義）にて、CDデビューを果たした。前日には、池袋サンシャインシティで開催されたリリースイベントにおいて、同曲のパフォーマンスを初披露している。
以降、ラストアイドル時代はCD楽曲参加、リリースイベント、個別握手会、公演、番組「ラスアイ、よろしく！」出演等を行っていた。

### 団体行動と最高難度ダンスへの挑戦
ラストアイドルは、2期生、2期生アンダーの加入後、ファミリーとしての活動に主眼を置くようになった。
まず2018年暮れから、52名(当時)のメンバーで「団体行動」に取り組んだ。およそ3か月の合宿・特訓を経て、その成果はB.LEAGUE公式戦のハーフタイムショーとして披露されている。奥村もその一員として、団体行動および6thシングル「大人サバイバー」に参加している。
続いて2019年5月より、最高難度ダンスへの挑戦が行われた。奥村は、初回レッスンのレベル分けオーディションにおいて、振り付けを覚えきれず「棒立ち」になる様子が放送され、レベル分けにおいても最低のCクラスとなった。
奥村は、ラストアイドル加入まで芸能活動、レッスンの経験がなかったが、7月の合宿までに猛練習を積み、再度のダンスチェックにおいて、Bクラスへの昇格を果たした。8月10日、神宮外苑花火大会において、7thシングル「青春トレイン」が初披露された。

### 初選抜
2019年12月25日に開催された「ラストアイドル2周年コンサート」において、8thシングル選抜オーディションバトルが発表された。このバトルは立候補制とされ、奥村は12月31日にtwitterにて参加表明した。（18名選抜に対し、立候補者41名）
選抜オーディションは2020年1月に実施された。奥村は、いきものがかり「気まぐれロマンティック」を歌唱（歌唱順序は14番）、審査の結果、15位合格となり、8thシングル「愛を知る」選抜メンバーとなった。
同時に実施された「三誌三つ巴！ラスアイ グラビアバトル」ドラフトにおいて、週刊ヤングジャンプの指名を受け、ヤンジャン選抜メンバーとなった。これにより、同誌にグラビア掲載されることが決まり、8thシングルでは、表題曲のほかにYJ盤に収録されるカップリング曲「最後の選択肢」を歌唱することになった。
その後、2020年11月4日に発売されたラストアイドル9thシングル「何人(なんびと)も」の選抜にも選ばれている。

### オレトクナイン
ラストアイドルの10thシングルカップリング選抜をファン投票で決める企画「オレトクナイン」において、速報発表にて立候補メンバー32名中、第1位となった。10月25日の中間発表では第2位となったが、11月15日発表の最終結果では第1位を獲得した。
2020年12月29日、ラストアイドル3周年記念コンサート「やっぱりラスアイしか勝たん!公演」において、オレトクナインのコーナーが設けられ、9名での初めてのパフォーマンスが披露され、奥村がセンターを務めた。2021年1月3日、TOKYO IDOL PROJECT × @JAM ニューイヤープレミアムパーティー2021において、オレトクナインがラストアイドルとして出演した。
2021年4月6日、4月28日発売のラストアイドル10thシングル「君は何キャラット?」の共通カップリング曲が、オレトクナインの歌唱する「瞳キラキラ」であることが発表された。4月20日、Youtubeにて「瞳キラキラ」のMVが公開された。4月28日、10thシングル『君は何キャラット？』発売記念オンラインライブ！において、オレトクナインが「瞳キラキラ」の初めてのパフォーマンスを披露した。
7月23日、初のオレトクナイン単独公演を行った。8月17日、STU48の公演「STU48瀬戸内PR部隊×ラストアイドル 対バン！」に、オレトクナインがラストアイドルとして出演した。
12月21日、「ラストアイドルデビュー4周年記念コンサート ファンが選ぶ楽曲ベスト25」において、「瞳キラキラ」が第1位を獲得、オレトクナインとして歌唱した。

### その他の実績
2019年10月10日、金沢星稜大学CMへの出演が発表、ラストアイドル加入後、初の単独出演となった。同CMは、北陸4県にて地上波テレビ放送された。また、同大学学園祭（流星祭2019、11月2日）に招待され、他メンバーとともにメインステージでライブを行った。（出演メンバーは、大森莉緒、奥村優希、篠原望、白石真菜、高橋みのり、髙橋美海、中村守里、西村歩乃果、山本愛梨、米田みいな）
2020年1月6日から13日まで、配信サイトSHOWROOMにおいて「ラストアイドル×『NYLON JAPAN』 人気雑誌掲載権争奪バトル！」に参加。3位となり、雑誌『NYLON JAPAN』への掲載権を獲得した。（2020年5月号に掲載）
2020年8月1日、前年に引き続き、金沢星稜大学のイメージガールとして、CM、広告、大学紹介動画等に起用されることが発表された。
2021年5月14日、全キャストをラストアイドルメンバーが演じる舞台「球詠」（2021年6月24日～30日、草月ホール）に、藤井杏夏役として全日程出演することが発表された

。続編である舞台『球詠～VS 影森・梁幽館編～』（2022年2月17日～23日、新宿村LIVE）にも同役で出演した。
2022年3月9日、ラストアイドルが5月31日をもって活動終了することが発表された。
2022年5月、SHOWROOMにて開催された「ラストアイドル×『bis』レギュラーモデル決定オーディション」グループAにおいて2位となり、雑誌『bis』への掲載権(2022年8月発売)を獲得した。

### ×純文学少女歌劇団への参加
2022年8月11日、新プロジェクト「×純文学少女歌劇団」へ「胡桃沢セイラ」として参加することが発表された。
2022年9月5日、池袋Theater Mixaにて「File No.0000 『フェアリーテイルは盗まれた』」公演が開始（9月11日まで）された。以降、同歌劇団本公演、同歌劇団ライブパート(BLACK PARADE)の各種音楽フェスでの披露のほか、単独での舞台出演やドラマ出演など女優として活動。
2024年11月30日、x純文学少女歌劇団はThe Final Show『BLACK PARADE』をもって解散した。
12月5日、12月末をもって芸能活動を終了することが自身のXにおいて発表された。12月28日、「YUKI OKUMURA GRADUATION CEREMONY」にて芸能活動を終了した（12月31日に公式終了）。

## 作品

### CD
ラストアイドル
- 5th「愛しか武器がない」

サブリミナル作戦 - 2期生アンダー
- 6th「大人サバイバー」

大人サバイバー
青春0対0 - 2期生アンダー
- 7th「青春トレイン」

青春トレイン
現実 - 共通カップリング選抜
ヒーローなんかなりたくない - 2期生アンダー
- 8th「愛を知る」

愛を知る
最後の選択肢 - ヤンジャン選抜
- 9th「何人も」

何人（なんびと）も
- 10th「君は何キャラット?」

君は何キャラット?
瞳キラキラ - オレトクナイン
バカ丸出し - 2期生アンダー
- 11th 「Break a leg!」

独り言の存在証明
順調な自転 - &M.LLY
- 1stアルバム 「ラストアルバム」

僕たちは空を見る
なんか、好きだよ - 2期生アンダー
バンドワゴン(Strings Ver.)

### 音楽配信
×純文学少女歌劇団
- File No.0000『フェアリーテイルは盗まれた』

DESTINY
おとぎ話シンドローム
ゴシック・アンド・ロリータ
ファム・ファタール
道化師たちのロンド
黒い蝶
- グレーテルパレード
- 嘘嘘嘘（ライライライ）
- カレイドスコープ

## 出演（ラストアイドル以降）

### 舞台
- ×純文学少女歌劇団 - 胡桃沢セイラ

File No.0000『フェアリーテイルは盗まれた』（2022年9月5日 - 11日、Theater Mixa）
File No.0001『マエストロには背を向けよ』（2023年5月3日 - 7日、Theater Mixa）
File No.0002『パラノイドには騙されない』（2024年6月21日 - 26日、Theater Mixa）
The Final Show『BLACK PARADE』（2024年11月30日、Theater Mixa）
- 『Bumblebee7』 - チェンバース役

（2023年3月17日 - 25日、東京 I'M A SHOW）
（2023年4月15日・16日、愛知 穂の国とよはし芸術劇場PLAT主ホール）
- 朗読劇『異世界転生したら大恐竜時代でオワタ。〜氷河期で奮闘編〜』 - アルバートっぴ役

（2023年6月29日、7月2日、コフレリオ新宿シアター）
- 『ティアムーン帝国物語〜断頭台(ギロチン)姫 on the stage〜』 - モニカ役（2023年11月9日～16日、飛行船シアター）
- 咲女花劇『散る君、うららと舞い上がり、』- 瀬々羽せつ役（2024年1月31日 - 2月4日、六行会ホール）[33]
- 時速246億『さよう、ならば、また、』 - ショコラ役（2024年4月13日 - 21日、シアターグリーンBIG TREE THEATER）

### テレビ番組

#### ｘ純文学少女歌劇団
- 3 See News（2022年11月1日、Bangkok Entertainment Co., Ltd. Ch 33HD）
- 3 For You（2022年12月3日、Bangkok Entertainment Co., Ltd. Ch 33HD）[34]
- オールナイトフジコ（2024年7月6日、フジテレビ）

#### 単独出演
- おるおるオードリー（2022年10月8日、テレビ朝日）[35]
- あざとくて何が悪いの?（テレビ朝日）

あざと連ドラ 高山里奈役（2023年4月10日、4月17日、6月4日）
- 18歳、新妻、不倫します。（朝日放送テレビ）

第6話（2023年11月19日）
- たのしいてれびBUMBLEBEE7 - チェンバース役（2024年10月4日 - 11月8日、CBCテレビ）

### ラジオ番組
- ラジオiNEWS（ラジオNIKKEI第1）

2022年11月17日

### イベント

#### x純文学少女歌劇団
HANDOVER PARTY（2023年4月24日、Live Cafe Mixa）
SECRET TALK PARTY（2024年2月6日、Club Mixa）
BLACK PARADE in March（2024年3月15日、Club Mixa）
BLACK PARADE in April（2024年4月29日、Club Mixa）
HANDOVER PARTY（2024年6月16日、Live Cafe Mixa）
BLACK PARADE in August（2024年8月6日、代官山UNiT）

#### 本人主催
- 奥村さん1人でも頑張りまSHOW（2023年2月26日、GRACE BALI秋葉原）
- 奥村優希 生誕祭Live

2023年10月15日、Mixalive TOKYO Club Mixa
2024年10月12日、Mixalive TOKYO Club Mixa
- YUKI OKUMURA GRADUATION CEREMONY（2024年12月28日、duo MUSIC EXCHANGE）

#### メンバー生誕祭
- 山本愛梨の焼肉定食LIVE ～おたおめの巻～（山本愛梨生誕祭）（2023年11月26日、Theather Mixa）
- #我とパーティー 〜Happy Birthday Party〜（高橋みのり生誕祭）（2023年12月16日、ヒューマックスパビリオン新宿アネックス）

#### その他（x純文学少女歌劇団として出演）
- THAILAND COMIC CON 2022（ROYAL PARAGON HALL,Bangkok Thailand）

Idol Finn Fest Day2（2022年10月29日）
- THE FUJUNBUNGAKU GIRL'S MUSICAL REVUE X LAST IDOL LIVE IN BANKOK（2022年10月30日、Search Studio,Bangkok Thailand）
- 東京コミックコンベンション2022（幕張メッセ）

2022年11月25日
- アイドル VxR フェス（2023年2月27日、品川インターシティホール）
- dot yell fes

2周年SP（2023年2月28日、KT Zepp Yokohama）
SUMMER SP 2023（2023年8月14日、KT Zepp Yokohama）
WINTER SP（2023年12月5日、ヒューリックホール東京）
PREMIUM vol.9（2024年7月17日、白金高輪SELENE b2）
- MARQUEE祭 vol.128（2023年3月5日、Spotify O-EAST）
- IDORISE!! FESTIVAL

2023年3月12日（duo MUSIC EXCHANGE）
2024年3月10日（duo MUSIC EXCHANGE）
- Appare!Presents『ゼッタイ春っ!!!』(2023年3月20日、Spotify O-EAST)
- Mimi 24th Birthday Party（高橋美海生誕祭）（2023年7月16日、Mixalive Hall Mixa）
- SPARK

2023 in YAMANAKAKO（2023年7月17日、山中湖交流プラザきらら）
2024 in KAWASAKI（2024年7月15日、川崎市東扇島東公園）
- 六本木アイドルフェスティバル

2023年7月29日（六本木ヒルズアリーナ）
2024年1月6日（EXシアター六本木）
2024年7月27日（六本木ヒルズアリーナ）
- NEO KASSEN 2023（2023年8月17日、duo MUSIC EXCHANGE）
- @JAM EXPO （2023年8月26日、横浜アリーナ）
- エンドレスサマー 2023（2023年8月31日、duo MUSIC EXCHANGE）
- ちゅらまつり（2023年9月20日、Spotify O-EAST）
- ッスッゴイライブ（2023年9月21日、新宿BLAZE）
- @JAM the Field vol.24（2023年10月28日、恵比寿 LIQUIDROOM）
- HYPE IDOL!

Vol.41（2023年11月18日、山野ホール）
New Year SP（2024年1月7日、豊洲PIT）
バレンタイン SP（2024年2月18日、山野ホール）
- アイドルジェネレーション vol.61（2023年12月30日、Zepp DiverCity(TOKYO)）
- JAPAN IDOL SUPER LIVE 2024 NEW YEAR FESTIVAL編（2024年1月30日、Spotify O-EAST）
- TOKYO GIRLS GIRLS（2024年3月14日、Zepp Diver City）
- Rocket Fes with ラーメンWalkerキッチン IDOL Live（2024年3月23日、ところざわサクラタウン ジャパンパビリオンホール）
- TOKYO IDOL FESTIVAL 2024

2024年8月2日（浮島STAGE、DOLL FACTORY）
2024年8月4日（SKY STAGE）
- IDOL SUMMER JUNGLE（2024年8月11日、お台場青海R地区）

### 雑誌、新聞、書籍
- bis（2022年9月号、光文社）
- 日刊スポーツ（2022年8月11日、日刊スポーツ）・・・元ラストアイドルら新集団「×純文学少女歌劇団」結成

### Web記事
- 元ラストアイドルら新集団「×純文学少女歌劇団」結成　ミュージカルとライブ　拠点は東京・池袋（2022年8月11日、日刊スポーツ）[28]
- ×純文学少女歌劇団 File No.0002『パラノイドには騙されない』｜高橋みのり・わだこなつ・奥村優希・橘 二葉 インタビュー（2024年6月5日、ローチケ演劇宣言!）[38]

### Web番組、動画
- 元ラストアイドルの6名がbis9月号に登場 - behind the scenes（2022年8月2日、bis Channel）[39]
- 29.4 -ワタシの本心- with anan（AbemaTV）

#2『駆け込み美容』（2022年8月17日）
- 宇垣美里と考える30からの歩き方（2023年3月15日、Abema TV）
- Mixa情報局（MixaLive TOKYO）

【第0回】『緊急生放送!ミクサ情報局!企画プレゼン会議』（2023年6月30日）
【第1回】ミクサ情報局『恋!歌!麺?な水曜日』（2023年7月19日）
【第6回】ミクサ情報局2nd『想いよ届け!! ミクサで不純なバレンタインSP』（2024年2月14日）
【第9回】ミクサ情報局2nd『五月病を吹き飛ばせ！ミクサへGo！Go！Go！』（2024年5月10日）
【第10回】ミクサ情報局2nd『フィナーレだから全員集めたけど ステージは大渋滞で企画も盛り盛りだし 2時間にしたけど足りないかもSP』（2024年7月11日）
- まいにち賞レース『泣けるストリートミュージシャンGP』（2024年3月15日、動画、はじめてみました【テレ朝公式】）[41]

## 出演（ラストアイドル）
曲名は歌唱曲。カッコ書きはバックダンサー等。

### テレビ番組
- ラストアイドル 3rdシーズン（2018年、テレビ朝日）
- ラスアイ、よろしく!（2018年 - 2022年、テレビ朝日）
- ラスアイ、4時間よろしく!SP～1周年コンサート全曲公開!&大打ち上げバトル!～（2019年2月23日、CSテレ朝チャンネル）
- ミュージックステーション（テレビ朝日）

大人サバイバー（2019年5月17日）
青春トレイン（2019年8月30日）
愛を知る（2020年7月24日）
何人も（2020年11月13日）
君は何キャラット?（2021年4月30日）
- テレ東音楽祭（テレビ東京）

大人サバイバー（2019年6月26日）
愛を知る（2020年9月30日）
- COUNT DOWN TV（TBS）

青春トレイン（2019年9月22日）
- プレミアMelodiX!（テレビ東京）

青春トレイン（2019年10月8日）
愛を知る（2020年4月21日）
- MUSIC FAIR（フジテレビ）

青春トレイン（2019年10月12日）
- うたコン（2019年10月22日、NHK）[42]

おんな港町（八代亜紀）
青春トレイン
- バズリズム2（日本テレビ）

愛を知る（2020年4月18日）
- @JAM TV #19（2020年4月27日、日テレプラス）

愛を知る
ラスアイ、よろしく
- ナマ＋トク（2020年10月26日、新潟テレビ21）
- あいつ今何してる?（2020年10月28日、テレビ朝日）
- The Gift（2020年11月2日、日本テレビ）
- 激レアさんを連れてきた。（2020年11月23日、テレビ朝日）
- PLAYLIST（TBS）

何人も（2020年11月25日）
- スカパー!みんなのファン祭り アイドルクリスマスフェス（2020年12月23日、BSスカパー）

愛を知る
- J-MELO（2021年5月10日、NHK WORLD-JAPAN）（5月15日、NHK-BSプレミアム）

君は何キャラット?
- ゲームズ・ボンド（2021年12月27日、テレビ朝日）
- くりぃむナンタラ（2022年4月17日、テレビ朝日）

### ラジオ番組
- ラジオiNEWS（ラジオNIKKEI第1）

2021年4月22日
2022年11月17日
- 渋谷トーキング（2021年12月9日、渋谷クロスFM）
- SOUND SPLASH（2022年5月4日、FM新潟）

### 公演

#### 大規模コンサート
- ラストアイドル1周年記念コンサート（2018年12月19日、東京ドームシティホール）

サブリミナル作戦
Again＆Again
眩しすぎる流れ星
(Love Docchi)
(バンドワゴン)
明日の空を見上げるために
ラスアイ、よろしく
- テレビ朝日・六本木ヒルズ夏祭り コカ・コーラSUMMER STATION 音楽LIVE（2019年7月13日、六本木ヒルズアリーナ）

第一部
サブリミナル作戦
(ラスアイ、よろしく)
(眩しすぎる流れ星)
第二部
Lollipop
生理的なアンテナ
(ラスアイ、よろしく)
(眩しすぎる流れ星)
- ラストアイドル2周年記念コンサート（2019年12月25日、カルッツかわさき）

ラストアイドルのヒルライinカルッツかわさき
大人サバイバー
好きで好きでしょうがない
サブリミナル作戦
青春0対0
青春トレイン
眩しすぎる流れ星
ラスアイ、よろしく
ラストアイドル2周年記念コンサート
大人サバイバー
(バンドワゴン)
(愛しか武器がない)
サブリミナル作戦
好きで好きでしょうがない
ヒーローなんかなりたくない
(Love Docchi)
(青春シンフォニー)
Lollipop
青春トレイン
明日の空を見上げるために
眩しすぎる流れ星
ラスアイ、よろしく
ドリフのビバノン音頭
- ラストアイドル3周年記念コンサート（2020年12月29日、東京ドームシティホール）

2期生と2期生アンダーしか勝たん!公演
サブリミナル作戦
ハグから始めよう
壁は続く
大人サバイバー
青春トレイン
いつの日かどこかで
ヒーローなんかなりたくない
青春0対0
愛を知る
何人も
キレよう!
眩しすぎる流れ星
やっぱりラスアイしか勝たん!公演
何人も
愛を知る
ラスアイ、よろしく
君のAchoo!
へぇ、そーお?
Hope
誰かの夢が叶ったら
最後の選択肢
大人サバイバー
青春トレイン
明日の空を見上げるために
好きで好きでしょうがない
眩しすぎる流れ星
- ラストアイドルデビュー4周年記念コンサート（2021年12月21日、パシフィコ横浜）

ファンが選ぶ楽曲ベスト25
14位 ヒーローなんかなりたくない
13位 バカ丸出し
12位 青春0対0
11位 Love Docchi
10位 最後の選択肢
8位 現実
5位 ハグから始めよう
3位 サブリミナル作戦
1位 瞳キラキラ
明日の空を見上げるために
独り言の存在証明
ラスアイ、よろしく!
4周年記念コンサート
独り言の存在証明
大人サバイバー
青春トレイン
バンドワゴン
バカ丸出し
順調な自転
最後の選択肢
瞳キラキラ
(Everything will be all right)
何人も
君は何キャラット?
愛を知る
明日の空を見上げるために
誰かの夢が叶ったら
(Hope)
サブリミナル作戦
眩しすぎる流れ星
- ラストアイドル ラストライブ（2022年5月29日、東京ガーデンシアター）

昼の部：ラストアイドル ラストライブ LAST DANCE
僕たちは空を見る
好きで好きでしょうがない
バカ丸出し
最後の選択肢
ヒーローなんかなりたくない
どんなに好きでいても
現実
壁は続く
なんか、好きだよ
(へえ、そ～お?)
順調な自転
いつの日かどこかで
大人サバイバー
青春トレイン
明日の空を見上げるために
愛を知る
ラスアイ、よろしく
眩しすぎる流れ星
夜の部：ラストアイドル ラストライブ LAST SMILE
バンドワゴン
Love Docchi
サブリミナル作戦
青春0対0
ラスアイ、よろしく
なんか、好きだよ
何人も
大人サバイバー
瞳キラキラ
ほっといて
青春トレイン
独り言の存在証明
君は何キャラット?
愛を知る
眩しすぎる流れ星
バンドワゴン
僕たちは空を見る

#### リリース記念ライブ
- ラストアイドル8thシングル表題曲「愛を知る」初披露 生配信ライブ（2020年3月15日、公式SHOWROOM、公式YouTube）

愛を知る
Love Docchi
この恋はトランジット
眩しすぎる流れ星
愛を知る
- ラストアイドル9thシングル「何人(なんびと)も」発売記念オンラインライブ（2020年11月3日、公式SHOWROOM、公式Youtube）

何人も
眩しすぎる流れ星
- ラストアイドル10thシングル『君は何キャラット？』発売記念オンラインライブ！（2021年4月28日、公式SHOWROOM、公式Youtube）[45]

君は何キャラット?
瞳キラキラ
バカ丸出し
- ラストアイドル11thシングル「Break a leg!」発売記念イベントオンラインライブ（2021年12月8日、Youtube）

独り言の存在証明
順調な自転

#### プレミアムライブ
- 「大人サバイバー」発売記念プレミアムライブ（2019年6月9日、BLITZ赤坂）

大人サバイバー
青春0対0
この恋はトランジット
明日の空を見上げるために
眩しすぎる流れ星
ラスアイ、よろしく
- ラスアイフェス（タワーレコード渋谷店）

2020年1月4日 2期生アンダー
- ラスアイ全国プレミアムライブツアー

当初日程
2020年7月12日 → 2020年11月30日 仙台Rensa → 延期
2020年7月22日 → 2020年12月8日 広島クラブクアトロ → 延期
2020年7月23日 → 2020年12月2日 umeda TRAD → 延期
再編成後
2021年9月29日 → 2022年3月14日 → 2022年4月4日 umeda TRAD
2021年9月30日 → 2022年3月15日 → 2022年4月14日 名古屋クラブクアトロ
2021年10月7日 → 2022年2月28日 → 2022年4月20日 渋谷クラブクアトロ

#### 定期公演
- 2期生の夜配信（公式SHOWROOM）

2019年4月22日,6月24日
- ラスアイの夜ライブ（ラスアイのヨルライ）

2019年6月2日,20日,8月20日,9月10日,10月8日,11月26日,2020年1月28日,2月4日,3月3日(中止)
- ラスアイのヨルライ

2021年5月23日 夜の回（オンライン）
どれくらい好きになれば
生理的なアンテナ
ラスアイ、よろしく
想像上のフルーツ
なんだかんだでスタート
Lollipop
Hope
最後の選択肢
君は何キャラット?
サブリミナル作戦
ハグから始めよう
愛を知る
眩しすぎる流れ星
2021年10月24日 昼の回（Keystudio）
サブリミナル作戦
ハグから始めよう
君は何キャラット?
想像上のフルーツ
Again&Again
Hope
デジャビュじゃない
誰かの夢が叶ったら
Love Docchi
どれくらい好きになれば
愛を知る
眩しすぎる流れ星
2022年1月23日 夜の回（Keystudio）
最後の選択肢
青春トレイン
潮騒よ
ヒーローなんかなりたくない
銀河高速渋滞中
Break a leg!
どんなに好きでいても
炭酸の泡ほど僕は泣いた
瞳キラキラ
愛を知る
眩しすぎる流れ星
明日の空を見上げるために
2022年3月20日 夜の回（Keystudio）
ハグから始めよう
大人サバイバー
君は何キャラット?
最後の選択肢
炭酸の泡ほど僕は泣いた
ヒーローなんかなりたくない
好きで好きでしょうがない
青春0対0
この恋はトランジット
期待値0
愛を知る
眩しすぎる流れ星
2022年4月17日 夜の回（Keystudio）
炭酸の泡ほど僕は泣いた
瞳キラキラ
サブリミナル作戦
Love Docchi
青春シンフォニー
どんなに好きでいても
最後の選択肢
青春トレイン
Break a leg!
誰かの夢が叶ったら
愛を知る
眩しすぎる流れ星
2022年5月9日 FINAL（Keystudio）
Stupidにもなれずに…
炭酸の泡ほど僕は泣いた
好きで好きでしょうがない
ラスアイ、よろしく
何人も
大人サバイバー
青春トレイン
サブリミナル作戦
瞳キラキラ
君は何キャラット?
愛を知る
明日の空を見上げるために
眩しすぎる流れ星

#### 特別公演
- 延命杏咲実、小田中穂、永井穂花卒業公演（2019年7月20日、KeyStudio）
- ラスアイの夏やすみ2019（六本木ヒルズアリーナ）[46]

2019年8月12日
- ラスアイの夏やすみ2020（有料SHOWROOM配信）

DAY.1 夜の回（2020年8月11日）
風よ吹け
どんなに好きでいても
Lollipop
いつかキスするその日が来ても
サブリミナル作戦
生理的なアンテナ
好きで好きでしょうがない
大人サバイバー
青春トレイン
愛を知る
眩しすぎる流れ星
DAY.2 昼の回（2020年8月12日）
最後の選択肢
生理的なアンテナ
サブリミナル作戦
Hope
この恋はトランジット
スリル
Love Docchi
デジャヴュじゃない
涙の仮面
いつかキスするその日が来ても
ラスアイ、よろしく
眩しすぎる流れ星
最後の選択肢
- ラスアイ学園（有料SHOWROOM配信）

2020年11月8日
何人も
愛を知る
ヒーローなんかなりたくない
ラスアイ、よろしく
- ラスアイのアキライ2020（有料SHOWROOM配信）

DAY.2 夜の回（2020年11月17日）
DAY.3 夕方の回（2020年11月18日）
- ラストアイドルのゆるふわふぁんしーたいけつ in サンリオピューロランド（2021年6月20日、サンリオピューロランド）

第1部 - チーム・マイメロディ公演
ラスアイ、よろしく
第2部 - チーム・シナモロール公演
愛を知る
君は何キャラット?
ラスアイ、よろしく
Again＆Again
失恋乾杯
どんなに好きでいても
Love Docchi
サブリミナル作戦
ハグから始めよう
眩しすぎる流れ星
- オレトクナイン公演（2021年7月23日、harevutai）

瞳キラキラ
ハグから始めよう
Hope
ラスアイ、よろしく
サブリミナル作戦
最後の選択肢
どれくらい好きになれば
潮騒よ
生理的なアンテナ
Lollipop
君は何キャラット?
愛を知る
眩しすぎる流れ星
瞳キラキラ
- 岩間妃南子卒業ライブ（2021年7月25日、KeyStudio）

ヒーローなんかなりたくない
愛を知る
ラスアイ、よろしく
この恋はトランジット
生理的なアンテナ
大人サバイバー
どんなに好きでいても
青春0対0
ハグから始めよう
サブリミナル作戦
眩しすぎる流れ星
明日の空を見上げるために
- ラスアイの夏やすみ2021リモート

2021年8月7日 DAY1 第1部、フィナーレ
想像上のフルーツ
眩しすぎる流れ星
- ラスアイのひと休み supported by 17LIVE（2021年8月22日、17LIVE）

第1部
愛を知る
君は何キャラット?
ラスアイ、よろしく
Love Docchi
青春0対0
この恋はトランジット
期待値0
Lollipop
サブリミナル作戦
眩しすぎる流れ星
- ラスアイトライブ シークレットLIVE!（5GLAB）

&M.LLY
順調な自転
潮騒よ
この恋はトランジット
ラスアイ、よろしく
- ファーストアルバム発売記念ヨルライ（harevutai）

Day1 2期生アンダー公演（2022年4月22日）
サブリミナル作戦
ハグから始めよう
ヒーローなんかなりたくない
青春0対0
最後の選択肢
Love Docchi
Lollipop
いつの日かどこかで
どんなに好きでいても
なんか、好きだよ
バカ丸出し
愛を知る
眩しすぎる流れ星
- ラストアイドル 5年間ありがとう Farewell Party（2022年5月31日、KT Zepp Yokohama）

僕たちは空を見る
ラスアイ、よろしく
バカ丸出し
青春0対0
サブリミナル作戦
愛を知る
眩しすぎる流れ星
僕たちは空を見る

#### その他公演
- リハーサルしてライブ（リハライ）（公式SHOWROOM）

2019年12月18日、2020年1月29日、2月19日
- ラスアイのヨルライリモート（公式SHOWROOM）

#4 2020年6月6日 青春0対0
#7 2020年7月4日（応援ルーム）
#9 2020年7月25日「ヨルライミッドナイト」いつかキスするその日が来ても
#11 2020年8月22日 青春トレイン
#12 2020年9月12日 大人サバイバー
#17 2021年1月24日 Hope
#19 2021年2月13日 どれくらい好きになれば
#21 2021年2月27日 最後の選択肢
#22 2021年4月10日（応援ルーム）

### Web番組、動画(公式)
- 8thシングル選抜 SHOWROOMリレー（2020年3月3日）
- 8thシングル「愛を知る」発売記念週末8時間配信スペシャル

2020年3月8日
- ラストアイドル 8thシングル表題曲「愛を知る」発売記念 特別番組「ラスアイを知るちゃんねる」

#1 2020年3月17日
- 8thシングル「愛を知る」発売記念　SHOWROOM限定リリースイベント[48]

2020年3月22日
- ラストアイドル「愛を知る」発売記念特別企画! SHOWROOM×ラストアイドル 2daysメンバー全員「愛を知ろう!」配信リレー

2020年4月18日
- 「祝ラストアイドル『愛を知る』オリコン1位獲得記念　ファンの皆様の『愛』を知りました！ありがとう生配信!」（2020年4月22日）
- 「ラスアイグラビアバトル ラストスパートSP 雑誌選抜メンバー総出演！見所大プレゼン大会！」（2020年4月29日）
- “三誌三つ巴! ラスアイグラビアバトル”バトル終了直前SP（2020年5月9日）
- 『ラスアイの夏やすみ2020 直前見所SP』（2020年8月8日）
- 9thシングル「何人(なんびと)も」投票企画 見つかれ！オレトクナイン 中間発表オンラインイベント（2020年10月25日）
- ラストアイドル 9thシングル『何人(なんびと)も』発売記念SP（2020年11月4日）[49]
- 9thシングル「何人(なんびと)も」投票企画 見つかれ！オレトクナイン オンライン開票イベント（2020年11月15日）
- 「何人(なんびと)も」投票企画“見つかれ！オレトクナイン”祝勝会（2020年12月6日）
- 【ラストアイドルの本音】奥村優希 編（2021年2月13日）[50]
- 春ウララ！ラララララララララスアイ学園

2021年3月7日
- ラストアイドル 公式ニコ生チャンネル

2021年3月24日 チャンネル開設記念 3夜連続ラスアイ祭り わっしょい！おめで100スペシャル!!!
2021年7月27日 #8
2021年11月24日 ニコニコニコイチ #3
- 10枚目シングル出しました！ファンの皆様いつも応援ありがとう！配信リレー

2021年5月3日
- 舞台「球詠」（17LIVE）

メンバー特別ライブ配信
2021年6月11日,12日,19日
ありがとうございました！配信
2021年6月30日
- ラスアイの夏やすみ2021リモート（17LIVE）

2021年8月8日 DAY2 リレー配信
- ラスアイサバイブ（17LIVE）

2021年8月18日,19日,20日,21日,9月4日,5日,11日,12日,18日,19日,20日
- ラスアイトライブ2021（2021年9月30日、17LIVE）
- ラスアイトライブ2021 3つのトライブが集結！大決起集会スペシャル！（SHOWROOM）

2021年10月17日
- ラスアイチャレンジ（SHOWROOM）

2021年12月2日 ラスアイあるあるカルタづくり!
- ラスアイトライブ ラストアイドル11thシングル「Break a leg!」発売記念配信イベント（SHOWROOM）

リレー配信（2021年12月5日）
トライブ楽曲先行試聴会（2021年12月5日）
- ラスアイラジオ（公式YouTube）

2021年12月24日 vol.6
- ラストアイドルの教えて！ライバーさん by 17LIVE（公式17LIVE）

2022年3月7日 #4
- 1stアルバム『ラストアルバム』発売記念SHOWROOM限定配信イベント（SHOWROOM）

2022年4月23日
- 1stアルバム「ラストアルバム」発売記念 リスニングパーティー（2022年4月27日、公式YouTube）

### イベント
- ラストアイドルカフェ

2019年（2019年3月10日、原宿AREA-Q）
2020年 ラストアイドルとチョコレート工場（2020年2月19日,20日,3月6日、原宿AREA-Q）
2022年 Last cafe at SHIBUYA TSUTAYA（2022年5月15日、SHIBUYA TSUTAYA）
- B.LEAGUE公式戦

川崎ブレイブサンダースvsレバンガ北海道（2019年3月23日～24日、とどろきアリーナ）
団体行動
大人サバイバー
川崎ブレイブサンダースvs広島ドラゴンフライズ（2020年10月17日、とどろきアリーナ）
殺陣
何人も
- ヨコハマカワイイパーク（2019年5月5日、山下公園）[51]

サブリミナル作戦
眩しすぎる流れ星
- Rakuten GirlsAward

2019 SPRING/SUMMER（2019年5月18日、幕張メッセ）
大人サバイバー
2019 AUTUMN/WINTER（2019年9月28日、幕張メッセ）
青春トレイン
- 六本木アイドルフェスティバル

2019年7月27日、六本木ヒルズアリーナ
サブリミナル作戦
ラスアイ、よろしく
2020年8月9日、EXシアター六本木
2021年5月2日、EXシアター六本木
君は何キャラット?
眩しすぎる流れ星
サブリミナル作戦
好きで好きでしょうがない
青春トレイン
愛を知る
2021年12月26日、EXシアター六本木
Stupidにもなれずに…
君は何キャラット?
愛を知る
眩しすぎる流れ星
- スカポンフェス（2022年3月25日、EXシアター六本木）

愛を知る
ハグから始めよう
サブリミナル作戦
炭酸の泡ほど僕は泣いた
青春トレイン
Break a leg!
眩しすぎる流れ星
- TOKYO IDOL FESTIVAL

2019（2019年8月2日～4日、お台場青海エリア）
DAY1 FESTIVAL STAGE
DAY2 HOT STAGE
DAY3 DOLL FACTORY
2020オンライン（2020年10月2日）
DAY1 CG labo
2021（2021年10月2日）
DAY2 DOLL FACTORY
サブリミナル作戦
ハグから始めよう
バカ丸出し
愛を知る
- 神宮外苑花火大会（2019年8月10日、神宮球場）

青春トレイン
- テレビ朝日・六本木ヒルズ夏祭り 筋肉食堂 一日店長（2019年8月15日、テレビ朝日）
- SUMMER SONIC 2019（2019年8月18日、幕張メッセ）

サブリミナル作戦
大人サバイバー
青春トレイン
- @JAM EXPO 2019（2019年8月24日、横浜アリーナ）

青春トレイン
ラスアイ、よろしく
- バスケットボール日本代表国際試合International Basketball Games 2019（2019年8月25日、さいたまスーパーアリーナ）

団体行動
青春トレイン
- IDOL COMET KeyStudio Premium Showcase（2019年8月26日、KeyStudio）[53]
- ラストアイドル「青春トレイン」POP UP STORE（SHIBUYA 109）

2019年9月12日
- 高校バスケ SoftBankウインターカップ2019 男子決勝（2019年12月29日、武蔵野の森総合スポーツプラザ）
- TOKYO IDOL PROJECT × @JAM ニューイヤープレミアムパーティー2021

Premium Stage（2021年1月3日、Zepp Tokyo）
誰かの夢が叶ったら
Hope
ラスアイ、よろしく
君のAchoo
サブリミナル作戦
ハグから始めよう
青春トレイン
愛を知る
眩しすぎる流れ星
- ロケツーリズムによる、新たな観光地づくりタウンミーティング（2021年2月7日、新潟県新発田市 城下町ガストロノミー協会）
- 超NATSUZOME2021（海浜幕張公園）

2021年7月4日 超ステージ
愛を知る
君は何キャラット?
ラスアイ、よろしく
大人サバイバー
青春トレイン
眩しすぎる流れ星
- 池袋Club Mixa定期公演 STU48瀬戸内PR部隊 × ラストアイドル（2021年8月17日、池袋Club Mixa）

君は何キャラット?
ハグから始めよう
瞳キラキラ
青春トレイン
好きで好きでしょうがない
愛を知る
- 真っ白なアトリエ vol.13（真っ白なキャンバス主催イベント）（2022年1月17日、Spotify O-WEST）

好き好きでしょうがない
炭酸の泡ほど僕は泣いた
青春トレイン
サブリミナル作戦
ハグから始めよう
Break a leg!
君は何キャラット?
愛を知る
眩しすぎる流れ星
- 「LAST IDOL 4th Anniversary Concert Book-明日も、今日を超えていく!-」発売記念オンライントークショー（SHIBUYA TSUTAYA）

2022年1月30日
- IDOL GARDEN 2022（2022年3月19日、中野サンプラザホール）

Stupidにもなれずに…
炭酸の泡ほど僕は泣いた
サブリミナル作戦
君は何キャラット?
この恋はトランジット
大人サバイバー
愛を知る
眩しすぎる流れ星
- TOKYO GIRLS GIRLS（2022年4月24日、品川インターシティホール）

この恋はトランジット
サブリミナル作戦
Everything will be all right
ハグから始めよう
愛を知る
眩しすぎる流れ星
- クロフェス2022～今年は野外フェスで盛り上がるしん！！～（海の森水上競技場）

2022年4月29日
君は何キャラット?
サブリミナル作戦
ハグから始めよう
瞳キラキラ
愛を知る
眩しすぎる流れ星
- JAPAN CENTRAL IDOL FESTIVAL 2022（Aichi Sky Expo）

2022年5月8日
Stupidにもなれずに…
大人サバイバー
瞳キラキラ
愛を知る
眩しすぎる流れ星

### 舞台
- 舞台『球詠』 - 藤井杏夏 役
  - 舞台『球詠』（2021年6月24日 - 6月30日、草月ホール）[54]
  - 舞台『球詠 ～vs 影森・梁幽館編～』（2022年2月17日 - 23日、新宿村LIVE）[55]

### 学園祭
- 金沢星稜大学「流星祭2019」（2019年11月2日）

### CM
- 金沢星稜大学

2019年「新しい自分に」
2020年「新しい自分に'20」
- SoftBank 5G（2019年12月29日）
- テレ朝公式ウォッチガール（2020年4月1日 - 2022年3月31日）[60]

### 広告媒体
- 別冊TOWER PLUS+ ラストアイドル特別号（2019年9月11日、タワーレコード）[61]
- TSUTAYA on IDOL（TSUTAYA）

VOL.54（2019年9月）
VOL.101（2022年4月）

### 雑誌、新聞、書籍
- 月刊エンタメ（2019年10月号、徳間書店）
- BOMB

2019年10月号（学研プラス）
2022年6月号（ワン・パブリッシング）
- FRIDAY（2019年10月4日号、講談社）
- 週刊ヤングジャンプ（2020年第14号、第20号、集英社）
- NYLON JAPAN（2020年5月号、カエルム）
- EX大衆（2020年7月号、双葉社）
- MARQUEE（Vol.141、マーキー・インコーポレイティド）
- 新潟日報（2021年2月16日、新潟日報社）・・・ロケツーリズム市民タウンミーティング
- LAST IDOL 4th Anniversary Concert Book -明日も、今日を超えていく！-（2022年1月27日、玄光社）

### Web記事
- ラストアイドル、史上最高難度ダンスを語る（2019年9月9日、ENTAME next）[64][65]
- ラストアイドルはラストアイドルらしく。葛藤を力に変えて歌う！【インタビュー】（2019年9月9日、TSUTAYA News）[66]
- ラストアイドル2期生＆2期生アンダーが語る真夏の裏側「開放感でアガりました！」（2019年9月11日、ENTAME next）[67]
- PICK UP IDOL ラストアイドル（2019年9月11日、HUSTLE PRESS）[68]
- 新潟でNGT48を接客していた百貨店員が、22歳で上京しアイドルになるまで（2020年3月26日、テレ朝POST）[1]
- ラストアイドル「ヤンジャン選抜」大人の色気ただよう素肌美みせる（2020年4月16日、モデルプレス）[69]
- ラストアイドル、次作c/wメンバー投票企画『見つかれ！オレトクナイン』1位は奥村優希！（2020年11月15日、Pop'n' Roll）[11]
- 「殺陣のカッコよさを間近で体験してください！」ラストアイドル - Artist Push! Push! #32（2020年11月18日、ソフトバンクニュース）[70]
- ラストアイドル奥村優希「バスケをやっていない自分は想像できなかった」（前編）（2021年1月7日、スポーツ×ライフスタイルWEBマガジン「MELOS」）[71]
- ラストアイドル奥村優希「バスケで大怪我を経験したことで忍耐力が身についた」（後編）（2021年1月14日、スポーツ×ライフスタイルWEBマガジン「MELOS」）[72]
- ラストアイドル、オレトクナイン選抜インタビュー　チャンスは全力で掴みにいく--より強くなる信頼と団結力（2021年4月22日、Real Sound）[73]
- ラストアイドル・奥村優希、高橋美海が互いの思い出を赤裸々に明かす（2022年1月31日、WWSチャンネル）[74]
- 【インタビュー】悲しみ、寂しさ、悔しさを乗り越え、ラストアイドルが挑む有終の美（2022年4月23日、TSUTAYA News）[75]
- ラストアイドル プレミアムインタビュー（2022年4月25日、アイドルプラネット）[76]

### Web番組、動画(公式以外)
- 高校バスケ SoftBankウインターカップ2018 男子決勝（2018年12月29日）
- 【ラストアイドル 奥村優希】鬼滅の刃×善逸コスプレやってみた！（2020年1月19日、動画、はじめてみました【テレビ朝日公式】）[77]
- 【ラストアイドル】24時間でコーンフレーク６kg食べ尽くせ!!（2020年2月15,24日,3月2,9日、動画、はじめてみました【テレビ朝日公式】）[78][79][80][81]
- 【ラストアイドル・奥村優希】お姉さんキャラだけれど……（2020年4月12日、TIMELINE）[82]
- 【公式】ラストアイドル YJ選抜 メイキング②/奥村優希コメントムービー（2020年4月12日、ヤンジャンTV）[83]
- 「With Basketball ～バスケで日本を元気に～」（2020年6月5,6日、JBA公式YouTubeチャンネル）[84][85]
- 金沢星稜大学＆金沢星稜大学女子短期大学部を探検しました!!!/キャンパス紹介（2020年8月8日、金沢星稜大学YouTube）[86][87]
- ABEMA BOATRACE TOWN『クロちゃんのボート女子育成計画』（AbemaTV）

#14（2020年9月4日）
#22（2020年10月30日）
#29（2020年12月18日）
#41（2021年3月12日）
- ラストアイドル×川崎ブレイブサンダース_限定ライブ配信（2020年10月29日、川崎ブレイブサンダース公式TouTube）[88]
- ラストアイドル『奥村優希さん』生出演部分を配信！（2020年10月30日、UX新潟テレビ21）[89]
- がたひめpresents ラストアイドル『奥村優希さん』を裏密着（2020年11月4日、UX新潟テレビ21）[90]
- 【ラストアイドル】 9thシングル「何人(なんびと)も」衣装の注目ポイント【奥村優希・町田穂花・米田みいな】（2020年11月4日、TIMELINE）[91]
- ラストアイドル×ミクチャ『全力アドトラックチャレンジ』（2021年4月21日、ミクチャ）[92]
- ラストアイドルの皆さんに話を聞いたら個性的すぎて驚きました（2021年4月25日、イジリーチャンネル）[93]
- WINTICKET グレードレースSP ～日本選手権スペシャルケイリンくじ～（2021年5月4日、AbemaTV）[94]
- ABEMA BOATRACE CAMPUS『教えて!クロちゃん先生』

#8（2021年5月21日）
#24（2021年9月10日）
#45（2022年2月3日）
- ラストアイドル・奥村優希ちゃんとコラボ生配信（2021年6月5日、がたひめ）[95]
- 早い者勝ちケイリンくじ！WINTICKET グレードレースSP オールスター競輪（2021年8月15日、AbemaTV）[96]
- WINTICKET ミッドナイト競輪（AbemaTV）

別府 F2 初日 WINTICKET杯（2021年10月25日）
西武園 F2 最終日（2021年11月22日）

### コラボレーション
- ファミマプリント（2019年8月、ファミリーマート）[99]
- ファーストキッチン

2020年8月24日～9月30日
2021年3月22日～4月18日

### リリースイベント

#### 3rd 好きで好きでしょうがない
2018年9月17日,パシフィコ横浜,個別握手会(2期生敗退メンバー①として)
2018年9月24日,神戸国際展示場,個別握手会(2期生敗退メンバー①として)

#### 4th Everything will be all right
2018年11月17日,お台場パレットタウン,グループ握手会

#### 5th 愛しか武器がない
2018年12月2日,タワーレコード渋谷店,グループ握手会
2018年12月4日,サンシャインシティ,パフォーマンス、グループ握手会
2018年12月8日,TFT HALL 500,グループ撮影会、グループ握手会
2018年12月9日,TFT HALL 1000,グループ撮影会、グループ握手会
2018年12月15日,ATCホール,グループ撮影会
2018年12月16日,ATCホール,個別握手会
2019年1月19日,幕張メッセ,個別握手会

#### 6th 大人サバイバー
2019年3月23,24日,とどろきアリーナ,グループ握手会
2019年4月20,21日,お台場パレットタウン,パフォーマンス、グループ握手会
2019年6月8日,幕張メッセ,個別握手会、個別撮影会
2019年6月15日,幕張メッセ,個別握手会、個別撮影会
2019年7月28日,インテックス大阪,個別握手会、個別撮影会

#### 7th 青春トレイン
2019年8月4日,お台場Tokyo Idol Festival 2019 特典会場,グループ握手会
2019年9月1日,エアポートウォーク名古屋,パフォーマンス、グループ握手会
2019年9月11日,お台場パレットタウン,パフォーマンス、グループ握手会
2019年9月14日,品川グランドホール,グループ撮影会、グループ握手会
2019年9月15日,天神コア,パフォーマンス、グループ握手会
2019年9月15日,品川グランドホール,ファンミーティング、ハイタッチ会
2019年9月29日,幕張メッセ,個別握手会、2ショットセルフィー撮影会
2019年10月6日,パシフィコ横浜,個別握手会、2ショットセルフィー撮影会
2019年11月2日,金沢星稜大学,グループ握手会
2019年11月4日,Aichi Sky Expo,個別握手会、2ショットセルフィー撮影会
2019年11月23日,幕張メッセ,グループ撮影会、グループ握手会
2019年12月7日,ATCホール,グループ撮影会
2019年12月8日,ATCホール,個別握手会、2ショットセルフィー撮影会
2020年1月4日,タワーレコード渋谷店,グループ握手会

#### 8th 愛を知る
2020年3月14日,ららぽーと立川立飛,パフォーマンス、お渡し会(中止)
2020年3月22日,E BeanS,パフォーマンス等(中止)
2020年4月5日,パシフィコ横浜,個別握手会(中止)
2020年4月11日,プライムツリー赤池,パフォーマンス等(中止)
2020年4月14日,池袋サンシャインシティ,パフォーマンス等(中止)
2020年4月18,19日,TFTホール1000,パフォーマンス等(中止)
2020年5月16日,パシフィコ横浜,個別握手会、個別撮影会(中止)
2020年6月6日,パシフィコ横浜,グループ撮影会(中止)
2020年6月7日,パシフィコ横浜,個別握手会、名入れサイン会(中止)
2020年6月20日,ATCホール,グループ撮影会(中止)
2020年6月21日,ATCホール,個別握手会、名入れサイン会(中止)
2020年6月21日,個別生電話

#### 9th 何人も
2020年9月5,6日,個別生電話
2020年9月21,22日,オンライン個別トーク会
2020年10月10,11日,オンライン個別トーク会
2020年10月31日,11月1日,個別生電話
2020年11月14,15日,オンライン個別トーク会
2020年12月5,6日,オンライン個別トーク会
2020年12月12日,オンラインサイン会
2020年12月13日,オンライン個別トーク会

#### 10th 君は何キャラット?
2021年3月27,28日,個別生電話
2021年4月4日,オンラインサイン会
2021年4月24,25日,オンライン個別トーク会
2021年4月29日,オンラインサイン会
2021年5月8,9日,オンライン個別トーク会
2021年5月15日,パシフィコ横浜,リアル個別トーク会
2021年5月29,30日,オンライン個別トーク会
2021年7月10日,インテックス大阪,リアル個別トーク会

#### 11th Break a leg!
2021年10月30日,31日,オンライン個別トーク会
2021年11月7日,オンライン手形会
2021年11月20日,21日,オンライン個別トーク会
2021年11月27日,17LIVE個別サイン会
2021年12月11日,オンライン個別サイン会
2021年12月12日,オンライン個別トーク会
2021年12月25日,パシフィコ横浜,リアル個別トーク会
2022年1月22日,ATCホール,リアル個別トーク会

#### 1stアルバム ラストアルバム
2022年4月2日,オンライン手形会
2022年4月9日,10日,オンライン個別トーク会
2022年4月30日,オンライン個別サイン会
2022年5月1日,3日、オンライン個別トーク会
2022年5月14日,インテックス大阪,リアル個別トーク会
2022年5月21日,22日,幕張メッセ,リアル個別トーク会